# Ornithacris
Ornithacris is een geslacht van rechtvleugeligen uit de familie veldsprinkhanen (Acrididae). De wetenschappelijke naam van dit geslacht is voor het eerst geldig gepubliceerd in 1924 door Uvarov.

## Soorten
Het geslacht Ornithacris omvat de volgende soorten:
- Ornithacris cavroisi Finot, 1907
- Ornithacris cyanea Stoll, 1813
- Ornithacris pictula Walker, 1870
- Ornithacris turbida Walker, 1870